# رومان كونونينكو
رومان كونونينكو (و. 1981  م) هو دراج على المضمار، ودراج من أوكرانيا، وروسيا، ولد في سيمفروبول، شارك في الألعاب الأولمبية الصيفية 2004.

## التعليم
تعلم في الجامعة الوطنية للتربية البدنية والرياضة في أوكرانيا
.

## جوائز
حصل على جوائز منها:

Merited master of sports of Ukraine ‏

## روابط خارجية
- رومان كونونينكو على موقع الاتحاد الدولي للدراجات (الإنجليزية)
- رومان كونونينكو على موقع أرشيف الدراجات (الإنجليزية)
- رومان كونونينكو على موقع إحصائيات الدراجات الإحترافية (الإنجليزية)
- رومان كونونينكو على موقع أوليمبيديا (الإنجليزية)